# Jean-Louis-Marie-Pouis Manhès
Jean-Louis-Marie-Pouis Manhès, francoski general, * 1888, † 1974.